# Základní škola Dr. Milady Horákové (Kopřivnice)
Základní škola dr. Milady Horákové se nachází ve východomoravském městě Kopřivnice, v jejím samotném centru, na adrese Obránců míru 369/2.

## Historie
Budova školy byla dokončena v roce 1901 pro potřeby místního německy mluvícího obyvatelstva. Nebyla však první svého typu; ta vznikla již v roce 1892 v souvislosti s výstavbou okolní dělnické kolonie.
Součástí veřejné německé školy, která byla slavnostně otevřena dne 18. října 1901, byla i školka. Měla tři třídy, navštěvovalo ji okolo dvou set žáků. Kromě toho mohli někteří pokračovat v učňovských třídách následného studia. Děti do ní dávali i někteří čeští rodiče, kteří chtěli, aby jejich děti uměli lépe německy, nebo aby měli lepší uplatnění v rámci tehdejšího Rakousko-Uherska.
Škola sloužila beze změn až do roku 1918, kdy byla v rámci ní zřízena jedna česká třída. 
Po roce 1945 byla po odsunu Němců škola přidělena Správě obecné školy a sloužila jako všechny ostatní školy v Kopřivnici. Rovněž byla přejmenována, a to na nový název Dolní Škola, aby byla odstraněna připomínka na německý původ stavby. Vzhledem k rychlému růstu počtu obyvatel nově povýšeného města Kopřivnice však byla škola přeplněná a výuka musela probíhat střídavě (více tříd se dělilo o ty samé učebny). Otevření nových škol později vedlo k vyřešení tohoto problému. V letech 1971 až 1973 byla dobudována přístavba, kterou se zvýšila kapacita objektu. V roce 1989 získala škola nové jméno na počest Milady Horákové.